# Tragia geraniifolia
Tragia geraniifolia är en törelväxtart som beskrevs av Johann Friedrich Klotzsch och Johannes Müller Argoviensis. Tragia geraniifolia ingår i släktet Tragia och familjen törelväxter. Inga underarter finns listade i Catalogue of Life.